# Elingamita johnsonii
Elingamita johnsonii là một loài thực vật có hoa trong họ Anh thảo. Loài này được G.T.S.Baylis mô tả khoa học đầu tiên năm 1951.

## Hình ảnh

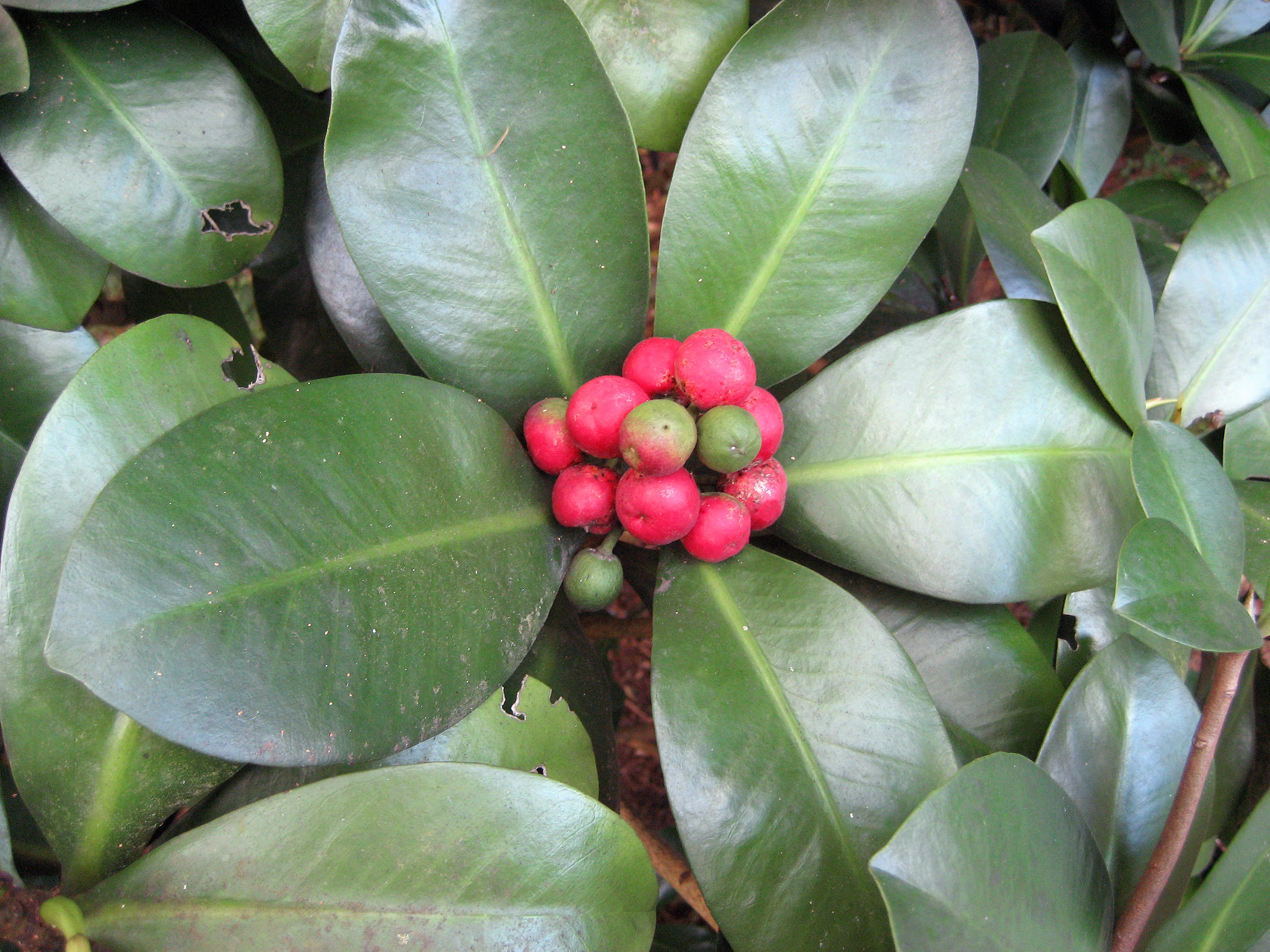
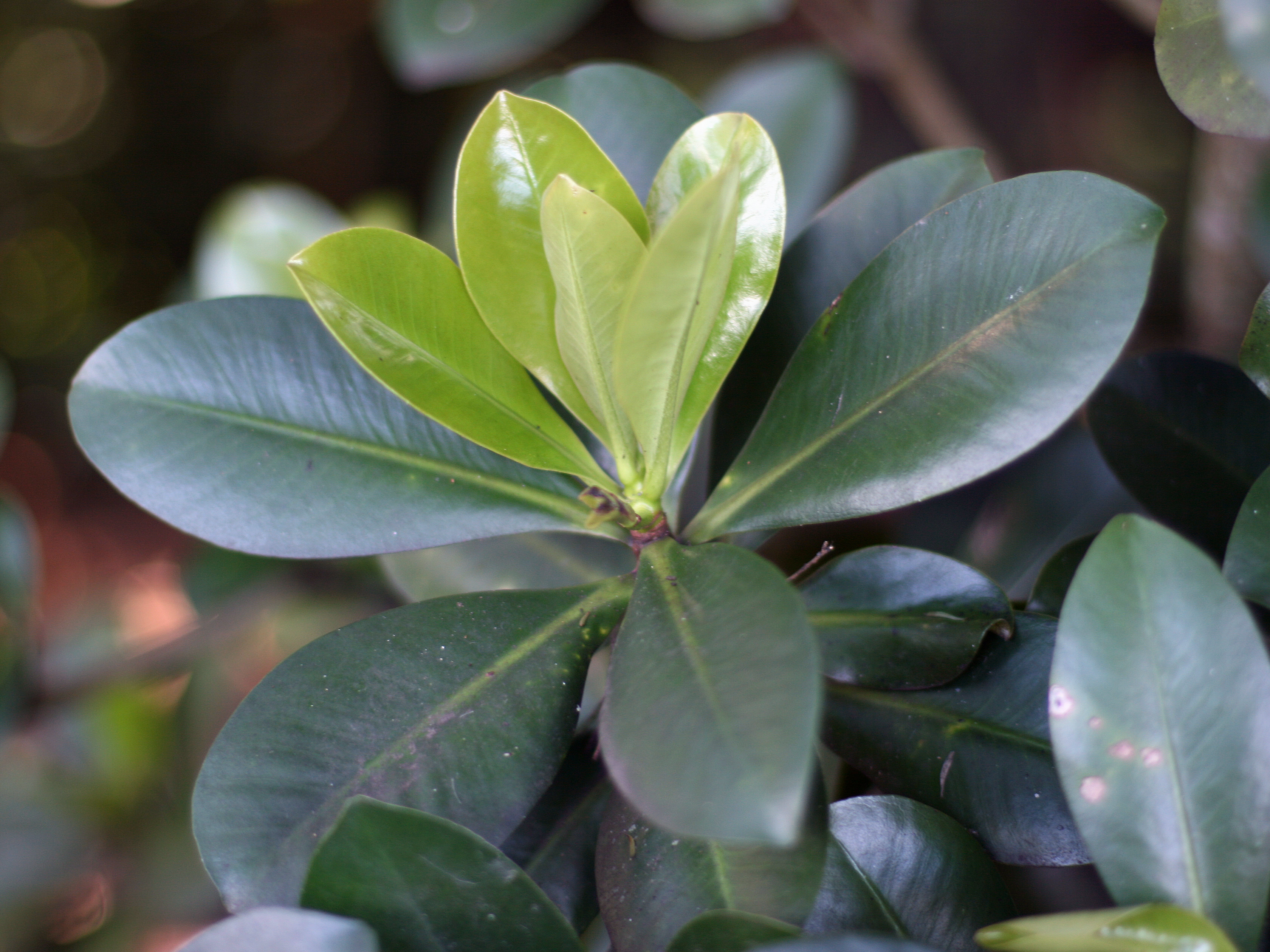